# دوري ساموا لكرة القدم 2018
دوري ساموا لكرة القدم 2018 هو موسم من دوري ساموا لكرة القدم. فاز فيه Vailima Kiwi FC ‏.